# 范绪筠
范绪筠（1912年—2000年），男，上海人，美籍华裔半导体物理学家，普渡大学教授，中央研究院院士。

## 家庭
父范其光，母李国奎。姐范绪箴，弟范绪箕，妹范绪篯。